# William Lygon (8e comte Beauchamp)
William Lygon, 8e comte Beauchamp, (3 juillet 1903- 3 janvier 1979), appelé vicomte Elmley jusqu'en 1938, est un homme politique au Royaume-Uni. Il est le fils aîné du controversé William Lygon, 7e comte Beauchamp, un temps chef des libéraux à la Chambre des lords.

## Carrière politique

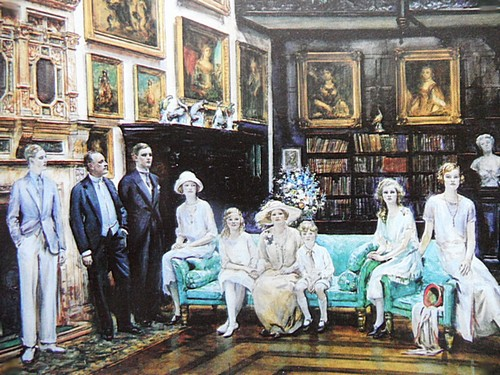
Le 7e comte Beauchamp avec sa famille à Madresfield à l'occasion de la majorité du vicomte Elmley, v. 1925, par William Ranken

En tant que libéral, il est élu député d'East Norfolk aux élections générales de 1929. Aux élections générales de 1931, lorsque le Parti libéral se sépare sur sa participation au gouvernement national de Ramsay MacDonald, il est élu comme national-libéral séparatiste, qui s'alignent sur le gouvernement National, même après que les libéraux officiels (appelés «Samuelites» après leur chef Herbert Samuel) soient passés dans l'opposition en 1932, et finalement (en 1968) fusionnent avec le Parti conservateur.
Lygon, connu alors qu'il est député par son titre de courtoisie, le vicomte Elmley, conserve son siège comme libéral aux élections générales de 1935. Il accède à la pairie en tant que 8e comte Beauchamp à la mort de son père en 1938. À sa propre mort sans descendance masculine en 1979, ses pairies s'éteignent.

## Vie privée

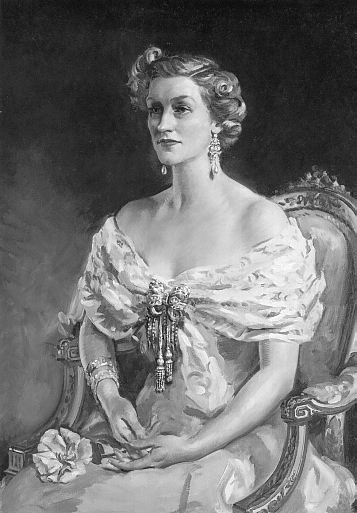
Comtesse Beauchamp, v. 1938, par William Ranken

Le 16 juin 1936, il épouse Else "Mona" Schiwe (1895-1989), fille de Viggo Schiwe (un acteur danois) et ancienne épouse de Peter Christian Blicher Dornonville de la Cour (décédé en 1924). Beauchamp n'a pas d'enfant par ce mariage, mais il gagne une belle-fille, Agnete Regitze Dornonville de la Cour (1916-2010).
À une certaine époque, il vit dans le phare désaffecté de Winterton à Winterton-on-Sea, dans le Norfolk, un village de sa circonscription parlementaire. Après avoir succédé à son père en tant que 8e comte Beauchamp en 1938, lui et sa femme s'installent à Madresfield Court (en), dans le Worcestershire, siège ancestral des comtes Beauchamp.
On dit parfois qu'il est le modèle du personnage de Lord Brideshead («Bridey»), fils aîné du marquis de Marchmain, dans le roman d' Evelyn Waugh Brideshead Revisited, probablement parce que son père est souvent cité comme le modèle de Lord Marchmain, le père de "Bridey" .